# Dipcadi welwitschii
Dipcadi welwitschii är en sparrisväxtart som först beskrevs av John Gilbert Baker, och fick sitt nu gällande namn av John Gilbert Baker. Dipcadi welwitschii ingår i släktet Dipcadi och familjen sparrisväxter.
Artens utbredningsområde är Angola. Inga underarter finns listade i Catalogue of Life.